# Wentworth Senior Masters

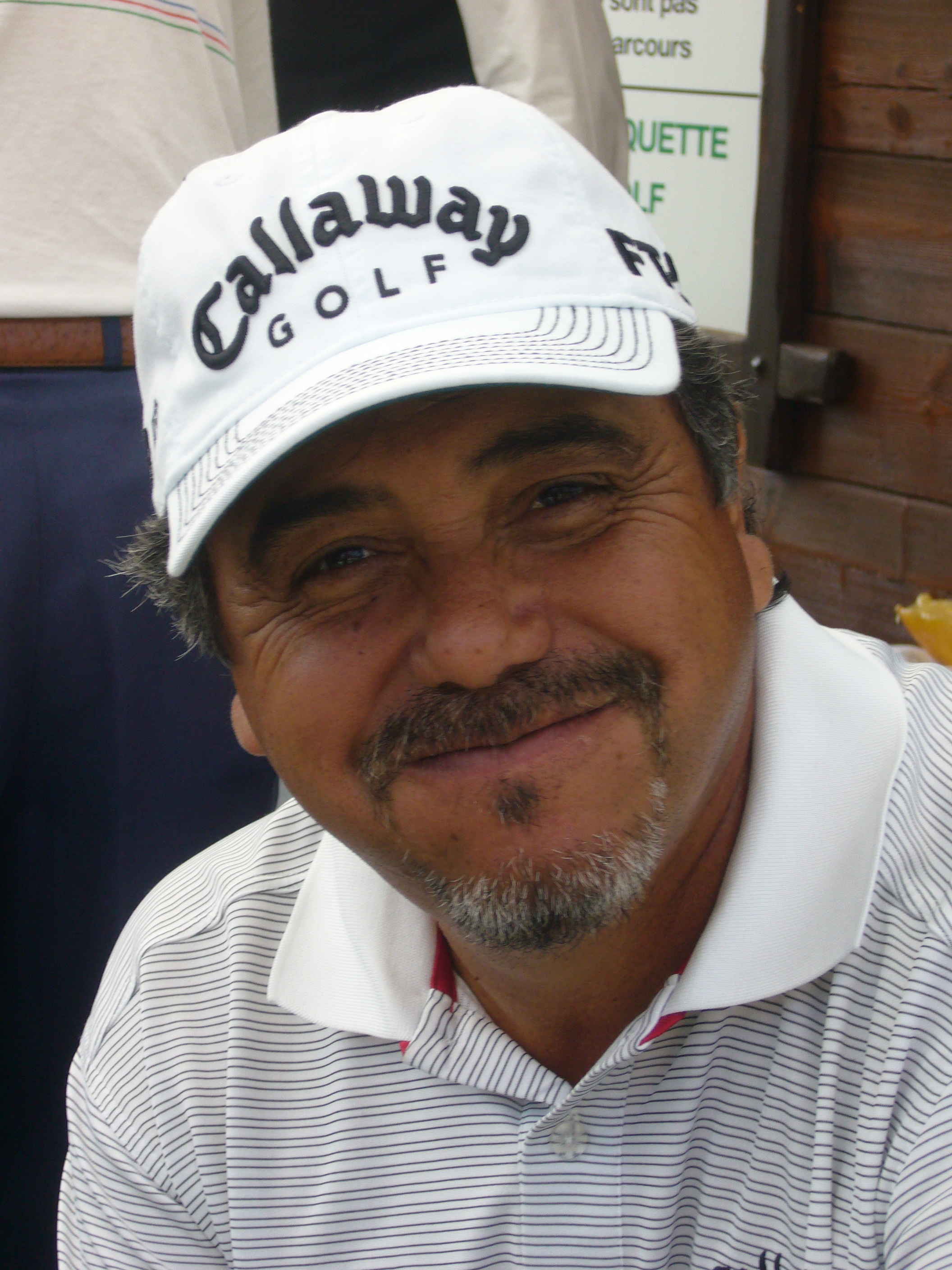
Eduardo Romero
winnaar 2005 en 2006

De  Wentworth Senior Masters  was een golftoernooi in Engeland en maakte deel uit van de European Senior Tour.
De Senior Tour werd in 1992 opgericht en had toen tien toernooien op de agenda staan. Daaraan werd in 1997 de Wentworth Senior Masters toegevoegd. Het toernooi heeft elf jaren bestaan en werd altijd op Edinburgh Course van The Wentworth Club gespeeld. Het bestond uit drie rondes van 18 holes. Alleen de Argentijnse speler Eduardo Romero heeft het toernooi tweemaal gewonnen.

## Winnaars
| Jaar                           | Winnaar                        |                                |                                |
| Shell Wentworth Senior Masters | Shell Wentworth Senior Masters | Shell Wentworth Senior Masters | Shell Wentworth Senior Masters |
| ------------------------------ | ------------------------------ | ------------------------------ | ------------------------------ |
| 1997                           | Gary Player                    |                                |                                |
| Schroder Senior Masters        |                                |                                |                                |
| 1998                           | Brian Huggett                  |                                |                                |
| Energis Senior Masters         |                                |                                |                                |
| 1999                           | Neil Coles                     |                                |                                |
| 2000                           | David Creamer                  |                                |                                |
| 2001                           | David Oakley                   |                                |                                |
| Travis Perkins Senior Masters  |                                |                                |                                |
| 2002                           | Ray Carrasco                   |                                |                                |
| 2003                           | John Chillas                   |                                |                                |
| 2004                           | Sam Torrance                   |                                |                                |
| 2005                           | Eduardo Romero                 |                                |                                |
| Wentworth Senior Masters       |                                |                                |                                |
| 2006                           | Eduardo Romero                 |                                |                                |
| 2007                           | Des Smyth                      |                                |                                |